# Nualphan Lamsam
Nualphan Lamsam (tiếng Thái: นวลพรรณ ล่ำซำ; sinh ngày 21 tháng 3 năm 1966), còn được biết đến với biệt danh Madam Pang (Quý bà Pang), là một nữ doanh nhân, chính trị gia và tỷ phú người Thái Lan.
Bà hiện đang là Chủ tịch kiêm Giám đốc điều hành của Muang Thai Life Assurance, công ty bảo hiểm hàng đầu Thái Lan. Bên cạnh đó, bà còn là đồng sở hữu của công ty Meister Technik, chuyên phân phối thương hiệu xe hơi Audi ở nước này.
Trong lĩnh vực bóng đá, bà được biết đến nhiều với tư cách là trưởng đoàn của các đội tuyển bóng đá quốc gia Thái Lan và chủ tịch của câu lạc bộ Port FC. Năm 2024, bà trở thành nữ chủ tịch đầu tiên của Hiệp hội bóng đá Thái Lan.
Nualphan cũng là một trong những người đầu tiên nhập khẩu các sản phẩm thời trang xa xỉ từ nước ngoài về Thái Lan, thông qua các công ty Wanmani Co., Ltd. và San Honor (Bangkok) Co., Ltd., bắt đầu từ thương hiệu Hermes và nhiều thương hiệu khác như Emporio Armani, Tod's, Rodo, Chloé, Christofle và Blumarine.
Trong lĩnh vực chính trị, bà là thành viên của Đảng Dân chủ và là trợ lý tổng thư ký của đảng này từ năm 2006 đến năm 2016.

## Gia đình và học vấn
Nualphan là hậu duệ đời thứ năm của dòng họ Lamsam, một gia tộc người Thái gốc Hoa với cơ nghiệp được hình thành từ đầu thế kỷ 20, bắt đầu từ kinh doanh gỗ, xay xát gạo trước khi tiến vào lĩnh vực ngân hàng và bảo hiểm. Bà là con gái của Photipong Lamsam, một chính trị gia của Đảng Dân chủ và Yupa Lamsam, một cổ đông lớn của Muang Thai Insurance - công ty bà đang sở hữu.
Bà có một người em gái tên Wannaporn Phornprapa, giám đốc điều hành của Công ty Cảnh quan P và một người anh trai tên Sara Lamsam, Chủ tịch kiêm Giám đốc điều hành của Thai Life Assurance Association.
Cuộc hôn nhân đầu tiên của bà là với Tiến sĩ Vachara Phanchet, Chủ tịch của Sittipol Sales co. và German Auto co.. Hai người ly hôn vào đầu năm 2005. Họ có một người con gái tên là Nuanwan Phanchet. Nualphan sau đó kết hôn với Đại tá cảnh sát Narat Sawettananas vào ngày 19 tháng 1 năm 2014.
Nualphan tốt nghiệp Trường Trình diễn Patumwan, Đại học Srinakharinwirot, Cử nhân Tiếp thị, Khoa Thương mại và Kế toán tại Đại học Chulalongkorn và Thạc sĩ Quản lý tại Đại học Boston, Hoa Kỳ.